# 基亞伊納鄉
44°27′36″N 25°58′30″E / 44.460°N 25.975°E
基亞伊納鄉（羅馬尼亞語：Comuna Chiajna, Ilfov），是羅馬尼亞的鄉份，位於該國南部，由伊爾福夫縣負責管轄，處於首都布加勒斯特以西，面積16平方公里，2007年人口8,162，人口密度每平方公里510人。